# Линєво (Калінінградська область)
Линєво (рос. Линево) — селище Правдинського району, Калінінградської області Росії. Входить до складу Мозирського сільського поселення.
Населення —  51 особа (2015 рік). 

## Населення
| 2002 | 2010 |
| ---- | ---- |
| 67   | ↘51  |